# IBATIS
iBATIS は、SQLクエリを POJO (Plain Old Java Object) にマッピングする永続性フレームワークである。SQLクエリはXMLファイルに置くことで一旦アプリケーションと分離される。検索結果のオブジェクトのマッピングは自動的か半自動的に行う。
iBATIS の基本となる考え方は、SQLクエリをXMLファイルに置くことで、関係データベースにアクセスする際に必要となる大量のJavaコードを大幅に減らすことである。
例えば、データベースに PRODUCT (PRD_ID: INTEGER, PRD_DESCRIPTION: VARCHAR) という表があるとし、Javaのオブジェクト com.example.Product (id: int, description: String) があるとする。Product POJO の中に特定の PRD_ID の PRODUCT の内容を格納するには、以下を XML SQL マップに挿入する。
```
 
<select
 
id=
"getProduct"

 	
parameterClass=
"java.lang.Long"

 	
resultClass=
"com.example.Product"
>

 		
select

 			
PRD_ID
		
as
 
id,

 			
PRD_DESCRIPTION
	
as
 
description

 		
from
 

 			
PRODUCT

 		
where
 

 			
PRD_ID
 
=
 
#value#

 
</select>

```

パラメータオブジェクトを設定して結果オブジェクトに格納するJavaコードは次のようになる。
```
Product
 
resultProduct
 
=
 
sqlMapClient
.
queryForObject
(
"getProduct"
,
 
123
);

```

#value# はクエリで渡される Long を指す。パラメータがJavaオブジェクトなら、そのオブジェクトのプロパティから得られる値を似たような # 記法を使ってクエリに挿入できる。例えばパラメータクラスが com.example.Product で、それに id というプロパティがある場合、#value# は #id# に置換できる。sqlMapClient は com.ibatis.sqlmap.client.SqlMapClient のインスタンスである。
iBATIS の創始者はJava 5 への失望を表明しており、2006年12月に 2.3.0 をリリースしてから 2.3.1 と 2.3.2 を2008年4月にリリースするまで長い時間を要したのは無関係ではない。
2010年6月16日、公式サイトにてApacheソフトウェア財団での活動中止と、プロジェクトのフォーク、ならびに開発者の移籍がアナウンスされた。新プロジェクトはMyBatisと呼ばれている。